# شباب البومب 5 (مسلسل)
شباب البومب 5 هو مسلسل يعرض على روتانا خليجية في رمضان ومن إخراج سمير عارف وبدأ عرضه في السادس من يونيو أو 1 رمضان. وميزانية المسلسل هي أربعة ملاين ريال سعودي.

## التغيرات
تم تغير الكثير من الأشياء مثل تغير القناة من قناة السعودية إلى روتانا خليجية وتبديل شعيفان محمد بـ محمد الدوسري (قريطم) وأيضا تبديل المخرج من ماجد الربيعان إلى سمير عارف.

## الممثلين

### بطولة
- فيصل العيسى يلعب دور عامر
- سلمان المقيطيب يلعب دور كفتة
- مهند الجميلي يلعب دور شكش
- محمد الدوسري (قريطم) يلعب دور ياسر

| - علي المدفع: أبو عامر - وائل الحربي :الضابط - محمد عيسى: أبو شكش - بخيت العامري: أبو كفتة - عبد العزيز الفريحي: تركي - محسن الشمري: - شفيقة يوسف: ام عامر - سارة اليافعي: اخت عامر | \| - خالد سامي - عبد الرحمن الرقراق - حمد المزيني - ليلى السلمان - خطر - عبد العزيز برناوي - عبد العزيز السكيرين \| - أحمد العبيد - شافي الحارثي - خالد منقاع - ناصر الربيعان - محمد طلق - سعد الطلاس - عبد الرحيم الشرجبي \| - بدر اللحيد - طاهر بخش - حسام أبو صبرة - رائد المطيري - نايف المالكي - هبة الحسين - لمار \| |                                                                                           |
| - خالد سامي - عبد الرحمن الرقراق - حمد المزيني - ليلى السلمان - خطر - عبد العزيز برناوي - عبد العزيز السكيرين                                                                       | - أحمد العبيد - شافي الحارثي - خالد منقاع - ناصر الربيعان - محمد طلق - سعد الطلاس - عبد الرحيم الشرجبي | - بدر اللحيد - طاهر بخش - حسام أبو صبرة - رائد المطيري - نايف المالكي - هبة الحسين - لمار |

## قائمة الحلقات
- الجماهير
- مخ للبيع
- سناب
- دواعي الشر1
- دواعي الشر 2
- عامر ينخاكم
- تحدي يوتيوب
- شلني شله
- وحناليه
- كشته
- لاتصور
- مفارقات
- هيلمه
- هات رصيدك1
- هات رصيدك 2
- عيشو معهم
- لغوصه
- ابودرعمه
- زواج هاني
- تراي باي
- كفاية دلع
- كينج ردست
- جمهوره
- الجن
- ياصديق
- سياره للبيع
- بدون حريم
- الطفره شينه
- المخدرات
- الكوليس